# كاتيا نيبرغ
كاتيا ماريا إليزابيث نيبرغ (بالسويدية: Katja Maria Elisabeth Nyberg) (من مواليد 16 سبتمبر 1971) هي ضابطة شرطة وسياسية سويدية تنتمي إلى حزب ديمقراطيو السويد اليميني. اُنتخبت كعضوة في البرلمان السويدي (الريكسداغ) خلال الانتخابات العامة السويدية 2018، ومثّلت دائرة ستوكهولم.

## الحياة المهنية
قبل دخولها المجال السياسي، عملت نيبرغ كضابطة شرطة، وهو ما منحها خبرة مباشرة في مجالات الأمن الداخلي ومكافحة الجريمة. وقد ركزت في عملها البرلماني على قضايا تتعلق بسياسات الهجرة، والجريمة المنظمة، ودعم أجهزة إنفاذ القانون.

## النشاط السياسي
تمثل نيبرغ حزب ديمقراطيو السويد، وهو حزب قومي ومحافظ يركز على الحد من الهجرة وتعزيز النظام العام. وهي معروفة بمواقفها الصارمة في مجال الأمن الداخلي، وغالبًا ما تشارك في اللجان البرلمانية المعنية بالعدل والسياسة الجنائية.

## وصلات خارجية
- كاتيا نيبرغ – صفحة العضو في البرلمان السويدي